# Paradoxides
Paradoxides – wymarły rodzaj trylobitów żyjący w okresie kambryjskim. 
Opis
Stosunkowo duży trylobit (zwykle kilkanaście centymetrów) o długim toraksie złożonym zazwyczaj z około 17-23 segmentów, bardzo małym pygidium i cefalonie z dużą glabellą, wyraźnie rozszerzoną w przedniej części. Cały pancerz wysmukły, wydłużony. Kolce policzkowe masywne, długie. 
Znaczenie:
Skamieniałości różnych gatunków Paradoxides były jednymi z najbardziej podstawowych skamieniałości przewodnich w datowaniu dawnego kambru środkowego. Obecnie, rodzaj Paradoxides ma znaczenie głównie lokalnie, wyznaczając poziomy np. dla trzeciego oddziału kambru w Skandynawii (nadpoziom Paradoxides paradoxissimus oraz nadpoziom Paradoxides forchhammeri).
Występowanie:
Rodzaj znany jest z Europy oraz wschodniego wybrzeża Ameryki Północnej. W Polsce stwierdzony jedynie w wierceniach w rejonie Łeby. 
Zasięg wiekowy
Oddział trzeci kambru
Wybrane gatunki:
- P. davidis
- P. forchhammeri
- P. gracilis
- P. matthewi
- P. paradoxissimus